# キルギスサッカー連盟
キルギス共和国サッカー連盟（キルギスきょうわこくサッカーれんめい、英語: Football Federation of Kyrgyz Republic, キルギス語: Федерация Футбола Кыргыз Республикасы、略称: FFKR）は、キルギスにおけるサッカーの統括団体である。中央アジアサッカー協会所属。
キルギスサッカー連盟は独立後の1992年2月25日に創設され、国際サッカー連盟（FIFA）には1994年に加盟した。

## 運営
- キルギス・リーグ
- キルギス・カップ
- キルギスリーグ・セカンドレベル
- キルギス・スーパーカップ
- キルギス・フットサルリーグ
- キルギス・女子フットサルリーグ
- アラトー・カップ

## 組織
- サッカーキルギス代表
- U-23サッカーキルギス代表
- サッカーキルギス女子代表
- フットサルキルギス代表

## 歴代会長
| 役職                       | 期間            |
| -------------------------- | --------------- |
| アマンゲルディ・ムラリエフ | 1992年 - 2008年 |
| アイベク・アルィバエフ     | 2009年 - 不明   |
| カナトベク・ママトフ       | 不明 - 現在     |